# رخصة موزيلا العمومية
رخصة موزيلا العمومية (بالإنجليزية: Mozilla Public License)‏ وتختصر إلى MPL ، هي رخصة للبرمجيات الحرة والبرمجيات مفتوحة المصدر. النسخة 1.0 طوَّرتها ميتشيل بيكر، حينما كانت تعمل كمحامية في شركة نتسكيب والنسخة 1.1 في مؤسسة موزيلا. توصف رخصة موزيلا العمومية على أنها تهجين من رخصة بي إس دي المعدلة ورخصة جنو العمومية.
تستعمل رخصة موزيلا لترخيص حزمة تطبيقات موزيلا وموزيلا فيرفكس وموزيلا ثندربرد بالإضافة إلى برامج موزيلا الأخرى. أعلنت أدوبي أنها سوف تستخدم رخصة موزيلا العمومية لترخيص منتجها فليكس بحلول نهاية عام 2007. واستعمل آخرون هذه الرخصة لبرامجهم، من أبرزهم صن ميكروسيستمز رخصةً لأوبن سولاريس؛ النسخة مفتوحة المصدر من نظام تشغيل سولاريس 10.